# 35 ليوكوثيا
ليوكوثيا (أو 35 ليوكوثيا وفق تسمية الكوكب الصغير) (بالإنجليزية: 35 Leukothea)‏ هو كويكب ضمن حزام الكويكبات؛ وهو الكويكب الخامس والثلاثون من حيث ترتيب الاكتشاف.
اكتشف روبرت لوثر هذا الكويكب في التاسع عشر من أبريل سنة 1855؛ وأسماه ليوكوثيا، على اسم إحدى الآلهة وفق الأساطير الإغريقية.